# Königliches Schloss (Athen)

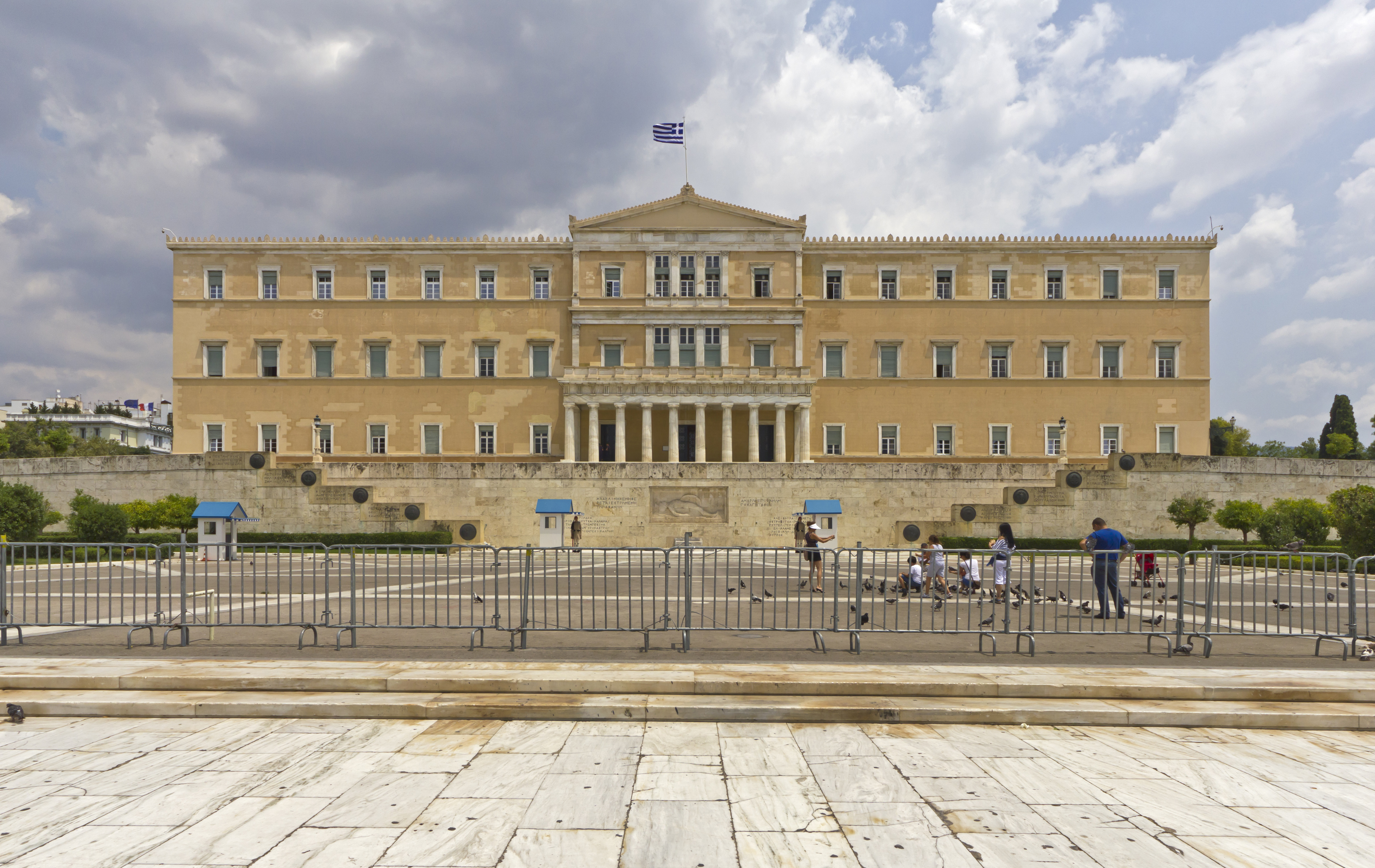
Das Königliche Schloss in Athen

Das Königliche Schloss (griechisch Βασιλικό Ανάκτορο Vasilikó Anáktoro) oder Alte Schloss (Παλαιά Ανάκτορα Paleá Anáktora) ist ein Gebäude am Syntagma-Platz in Athen. 
König Otto von Griechenland ließ es in den Jahren 1836 bis 1843 im klassizistischen Stil erbauen. Das Schloss war bis 1922 der Sitz der Könige von Griechenland. Seit 1935 ist es der Sitz des Parlaments von Griechenland.

## Geschichte
König Otto ließ das Königliche Schloss vom bayerischen Architekten Friedrich von Gärtner entwerfen. Finanziert wurde das Projekt von Ottos Vater, König Ludwig I. von Bayern, der ein bekannter Philhellene war. Frühere Entwürfe hatten einen Schlossbau am Omonia-Platz, im Kerameikos oder auf der Akropolis vorgesehen. Die Bauarbeiten begannen 1836 und endeten 1843. 
1884 und 1909 zerstörten Brände Teile des Schlosses. Die Königsfamilie zog deshalb 1913 ins Kronprinzenpalais an der Odos Irodou Attikou um, das nun „Neues Palais“ genannt wurde. Nach der Niederlage der Griechen im Griechisch-Türkischen Krieg 1922 diente das nun „Altes Schloss“ genannte Gebäude verschiedenen Zwecken, unter anderem als Kriegslazarett und Flüchtlingsunterkunft. 
Am 12. März 1924 wurde Alexandros Papanastasiou zum ersten Ministerpräsidenten der Zweiten Griechischen Republik gewählt. König Georg II. ging am 25. März ins Exil. In einer Volksabstimmung am 13. April 1924 stimmten die Wähler für die Abschaffung der Monarchie. 
Später entschied man, das Schloss dauerhaft als Sitz des Parlaments zu nutzen, das bislang im Alten Parlament an der Odos Stadiou (Οδός Σταδίου) seinen Sitz hatte. Am 2. August 1934 tagten der Senat und am 1. Juli 1935 die Abgeordnetenkammer zum ersten Mal im umgebauten Schloss. 
Dies blieb auch so, nachdem Georg II. am 3. November 1935 auf den Thron zurückgekehrt war.

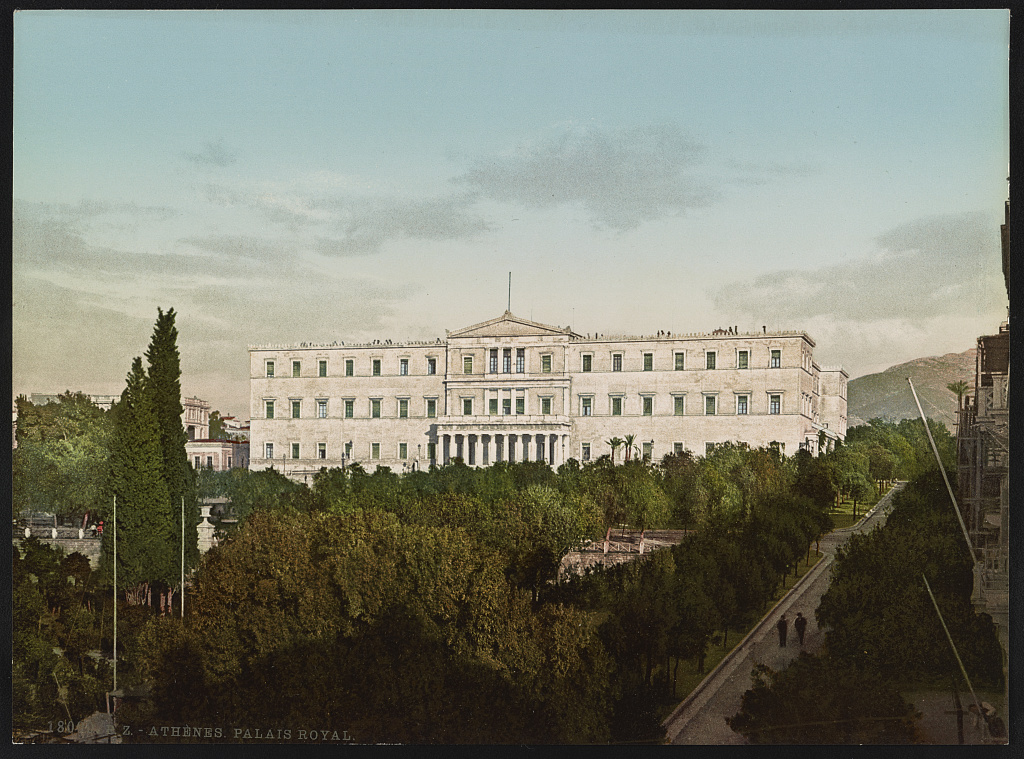
Das Königliche Schloss um 1900
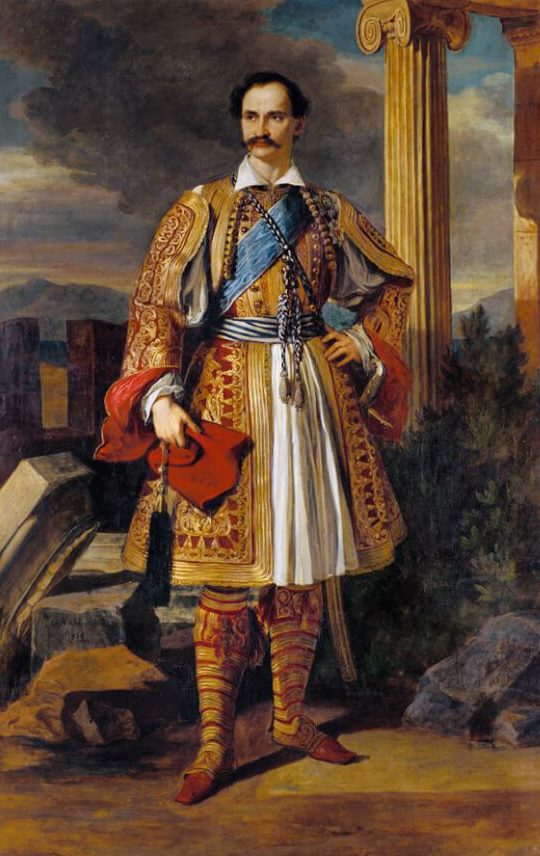
Otto, der erste König von Griechenland
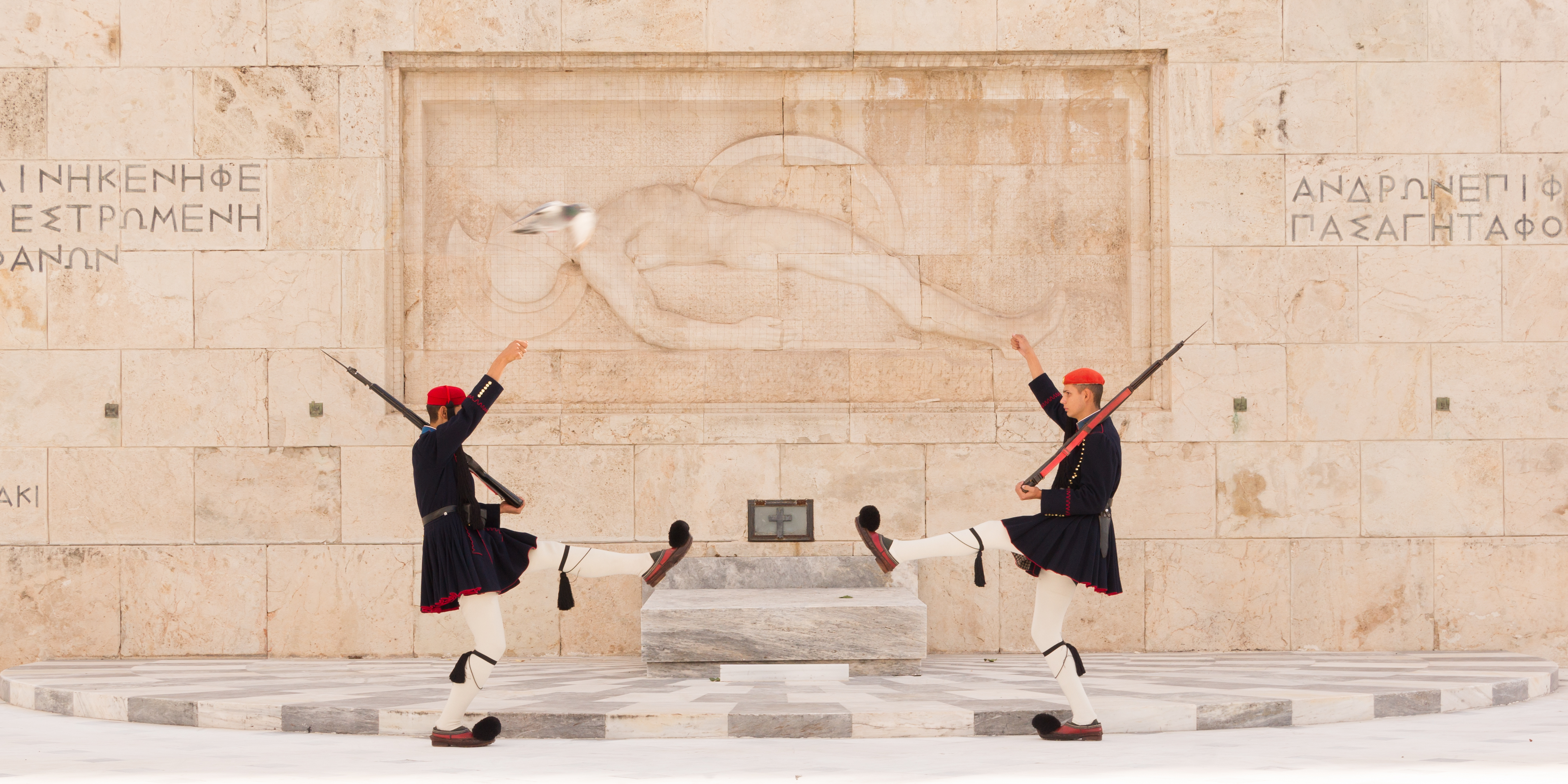
Das Grabmal des unbekannten Soldaten vor dem Schloss
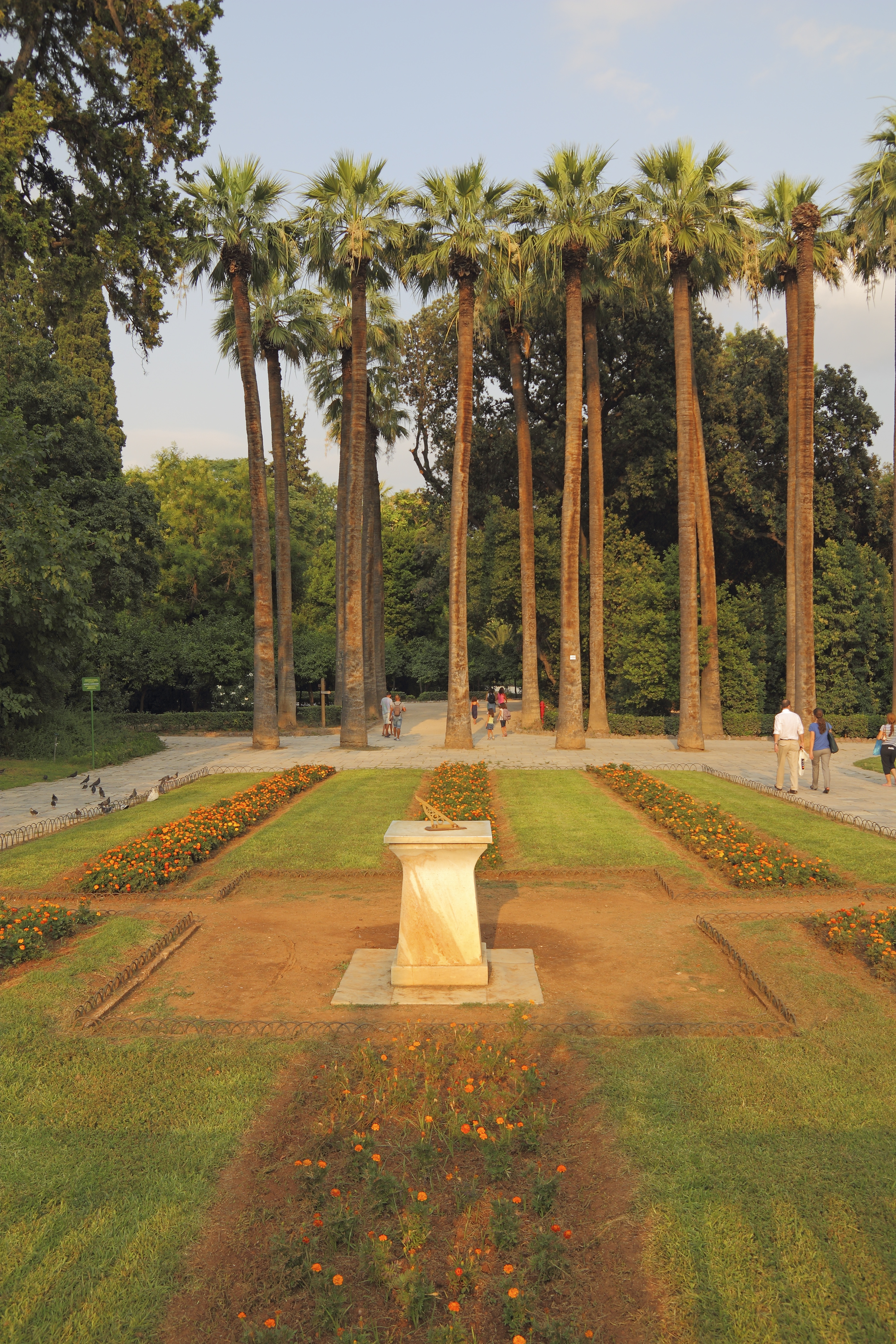
Der Königliche Garten neben dem Schloss
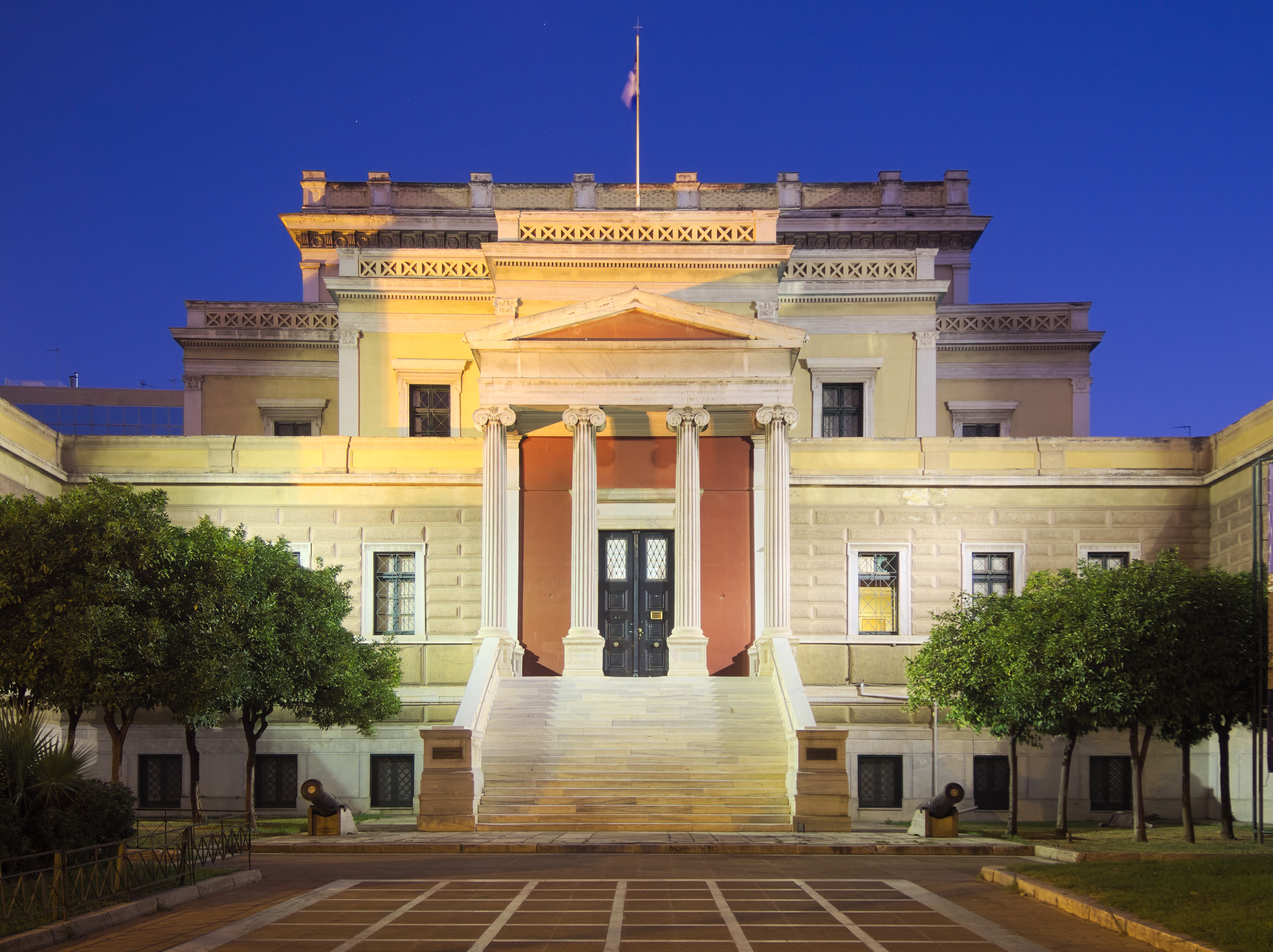
Das Alte Parlament an der Stadiou-Straße